# Dracaenura agramma
Dracaenura agramma là một loài bướm đêm trong họ Crambidae.